# Pubblico ministero (ordinamento italiano)
Il pubblico ministero (spesso abbreviato in P.M. o PM), nell'ordinamento giudiziario italiano, è un organo dell'amministrazione della giustizia ripartito in più uffici dell'ordinamento giudiziario.
Ad esso è attribuito il compito di vigilare sull'osservanza delle leggi, alla pronta e regolare amministrazione della giustizia, alla tutela dei diritti dello Stato, delle persone giuridiche e degli incapaci. Inoltre, il pubblico ministero promuove la repressione dei reati tramite l'attività di indagine, alla quale segue il compito di esercitare l'azione penale ogniqualvolta vi siano presupposti che consentano di formulare una ragionevole previsione di condanna. Infine al PM si richiede di esercitare una funzione anche esecutiva ai fini di dar compimento ai provvedimenti del giudice.
Il PM rappresenta l'organo giudiziario di funzione requirente, ed è designato dal vigente codice di rito ispirato al sistema accusatorio, come parte del procedimento penale.

## Funzioni
A norma dell'art. 70 del Regio decreto 30 gennaio 1941, n. 12, le funzioni del Pubblico Ministero sono esercitate dal procuratore generale presso la corte di cassazione, dai procuratori generali della Repubblica presso le corti di appello, dai procuratori della Repubblica presso i tribunali per i minorenni e dai procuratori della Repubblica presso i tribunali ordinari, o da magistrati subalterni loro sostituti.  Negli uffici delle procure della Repubblica presso i tribunali ordinari possono essere istituiti posti di procuratore aggiunto in numero non superiore a quello risultante dalla proporzione di un procuratore aggiunto per ogni dieci sostituti addetti all’ufficio. Negli uffici delle procure della Repubblica presso il tribunale del capoluogo del distretto può essere istituito un posto di procuratore aggiunto per specifiche ragioni riguardanti lo svolgimento dei compiti della direzione distrettuale antimafia. Presso le sezioni distaccate di corte di appello le funzioni del procuratore generale sono invece esercitate dall’avvocato generale, a norma dell’articolo 59 del medesimo provvedimento. Sovente, ma impropriamente, nel linguaggio corrente, specie giornalistico, i magistrati funzionari del Pubblico Ministero sono chiamati "pubblici ministeri", anziché procuratori della Repubblica o avvocati generali, come da loro appropriata ed esatta qualifica.
A norma degli artt. 74 e 75 del Regio Decreto n. 12/1941 ha competenza in materia penale, civile e amministrativa; tuttavia le funzioni attribuite in materia penale sono indubbiamente preminenti, se si considera che al Pubblico Ministero è attribuito l'esercizio dell'azione penale e l'esecuzione dei provvedimenti passati in giudicato.

## Attribuzioni
Il magistrato che svolge le funzioni di P.M. esercita, in base alla Costituzione e ai codici penale e civile, e relative procedure, le funzioni che la legge gli attribuisce; egli vigila sull'osservanza delle leggi, sulla regolare amministrazione della giustizia, sulla tutela dei diritti dello Stato, delle persone giuridiche e degli incapaci, richiedendo, nei casi di legge, i provvedimenti cautelari che ritiene necessari; promuove la repressione dei reati e l'applicazione delle misure di sicurezza; fa eseguire i giudicati ed ogni altro provvedimento del giudice.
In ambito penale il pubblico ministero esercita l'azione penale quando non sussistono i presupposti per la richiesta di archiviazione (art. 50 c.p.p.). Tali funzioni sono esercitate, nelle indagini preliminari e nei procedimenti di primo grado, dai magistrati della Procura della Repubblica (art. 51 c.p.p.). Spettano alla Procura della Repubblica presso il tribunale ordinario, oltre ai procedimenti di competenza di quest'ultimo, quelli che rientrano nella competenza del giudice di pace e, nelle sedi dove è presente, della corte d'assise; spettano, invece, alla procura della Repubblica presso il tribunale dei minorenni i procedimenti che rientrano nella competenza del medesimo.
Gode inoltre delle garanzie stabilite nei suoi riguardi dalle norme sull'ordinamento giudiziario.

### La funzione requirente
Operano presso le procure della Repubblica generalmente presenti in un tribunale ordinario, ed esercitano un ruolo fondamentale nelle indagini preliminari. Possono essere in servizio anche presso le procure generali della Repubblica presso le Corti d'appello e presso la Corte di cassazione. 
Un ufficio requirente particolare è la Direzione Nazionale Antimafia (DNA) che ha il compito di coordinare l'attività investigativa nel settore della criminalità organizzata. Alla DNA corrispondono le direzioni distrettuali antimafia che operano presso la procura del tribunale del capoluogo di distretto.

### I rapporti con la polizia giudiziaria
Secondo l'art. 109 della Costituzione della Repubblica Italiana, «l'autorità giudiziaria dispone direttamente della polizia giudiziaria». La disponibilità diretta è intesa nel senso che la polizia giudiziaria agisce sotto la direzione e alla dipendenza della magistratura italiana, in campo penale funzionale del pubblico ministero, come ad esempio nel caso delle indagini preliminari.
Ogni Procura della Repubblica dispone della rispettiva sezione di polizia giudiziaria. Il personale è quello delle forze di polizia italiane (talvolta anche delle capitanerie di porto) scelto dal Procuratore della Repubblica.
Queste sezioni dipendono dai magistrati che dirigono gli uffici presso i quali sono istituite, e gli ufficiali ed agenti addetti non possono essere trasferiti o dispensati se non con il loro consenso e su provvedimento del Procuratore della Repubblica.
La Procura generale della Repubblica dispone di tutte le sezioni di polizia giudiziaria istituite nel distretto di corte d'appello.

## Competenza penale
Nell'ambito penale il Pubblico ministero svolge in massima parte funzioni di tipo inquirente. Infatti, con l'abrogazione del codice di procedura penale del 1930, il PM non ha più poteri di tipo inquisitorio, ove con l'istruttoria formale poteva decidere sulla base delle prove raccolte, e spesso prove di tipo legale, il rinvio a giudizio o l'eventuale assoluzione.
Dal 1988, col nuovo codice l'organo di accusa dirige le indagini preliminari, ossia insieme con la polizia giudiziaria, che dirige, raccoglie gli elementi di prova, ai sensi di quanto disposto nel Libro V del vigente c.p.p.: non esistono più prove precostituite per legge. Solo nel dibattimento innanzi al giudice e nel contraddittorio col difensore si formeranno le prove. Rimane la possibilità di effettuare delle anticipazioni del dibattimento con l'incidente probatorio, ex art. 392 c.p.p. Il PM, pertanto, deve richiedere al Giudice per le Indagini Preliminari, cosiddetto GIP, tanto l'emissione del decreto d'archiviazione, che il rinvio a giudizio ovvero l'emissione del decreto penale di condanna - salvo i casi di citazione diretta a Giudizio - in quanto non può autonomamente decidere se sottoporre a processo penale una persona, come pure archiviare un'indagine penale, se non con l'avallo del GIP.
In caso di inerzia del PM o di contrasto tra due o più PM, le funzioni inquirenti nelle indagini e nei procedimenti penali possono essere avocate da parte del Procuratore Generale presso la Corte d'Appello ai sensi dell'art. 412 c.p.p.
Presso la Corte di Cassazione la funzione del Pubblico Ministero è solamente requirente. Il PM nelle forme e nei casi previsti dal codice di rito penale, infine, può proporre l'impugnazione avverso provvedimenti, come ordinanze o sentenze, che siano sfavorevoli, ricorrendo in appello o innanzi alla Corte di Cassazione.

### L'autonomia in udienza e casi di sostituzione
Nell'udienza, il magistrato del Pubblico ministero esercita le sue funzioni con piena autonomia.
Il superiore gerarchico, o "capo dell'ufficio", ossia il Procuratore della Repubblica o il Procuratore Generale, provvede alla sua sostituzione nei casi di grave impedimento, di rilevanti esigenze di servizio e in altri casi espressamente previsti dalla legge.
Negli altri casi, il Pubblico ministero può essere sostituito solo con il suo consenso qualora egli si astenga ex art. 36 c.p.p. Infatti, il Pubblico ministero a differenza del giudice non può essere ricusato dalle parti per gravi ragioni di convenienza (art. 37 c.p.p.). Il magistrato inquirente secondo la lettera della legge del codice di procedura penale non ha l'obbligo, bensì la "facoltà" di astenersi, qualora vi siano gravi ragioni di convenienza. Tuttavia, il PM, qualora non ritenga di doversi astenere, potrebbe essere sostituito dal superiore gerarchico procedendo alla sostituzione o alla avocazione delle indagini, ma solo nei casi previsti dalla legge, fermo restando l'esercizio della sanzione disciplinare e conseguente responsabilità interna del magistrato del Pubblico ministero di fronte al capo dell'ufficio. Nel caso di contrasti interni nell'ufficio del Pubblico ministero decide la Corte di cassazione con apposita sezione dedicata. È opportuno sottolineare che la sanzione disciplinare può essere irrogata solo dal Consiglio Superiore della Magistratura con le garanzie previste dalla legge.

### Contrasti negativi tra PM
Si verifica un contrasto negativo quando un Pubblico ministero ritiene di non avere competenza su un determinato reato e che tale competenza spetti a un altro magistrato.
In questi casi, il magistrato che ritiene di esercitare senza titolarità le funzioni di Pubblico ministero trasmette immediatamente gli atti all'ufficio del Pubblico ministero competente.

### Contrasti positivi PM
Si verifica un contrasto positivo quando un Pubblico ministero ritiene che un altro magistrato sia titolare di un'indagine a carico della stessa persona e per il medesimo fatto in relazione al quale egli sta già procedendo. In questi casi, il Pubblico ministero che rileva il contrasto positivo deve informare il secondo magistrato, affinché si proceda alla trasmissione degli atti, in analogia a quanto previsto per i contrasti negativi.

## Competenza civile
Il Pubblico ministero gode sia del potere di azione civile (ex art. 69 del codice di procedura civile) sia del potere di intervento (ex art. 70).
Il primo si concretizza sia nel promuovere interventi positivi del giudice a favore di una persona (come la nomina del curatore di uno scomparso) sia nell'agire quale limite di ordine pubblico alla volontà negoziale delle parti; si può dire anche che il pubblico ministero rileverà attivamente quello che il giudice potrebbe rilevare, passivamente, come eccezione.
Il secondo potere, di intervento, è in effetti il potere-dovere di intervenire nei casi indicati dall'art .pena nullità del procedimento stesso (ex art. 158 del codice di procedura). Per quanto riguarda i poteri specifici del PM durante il processo civile, vedasi l'art. 72.

## Nella giustizia militare
Nella magistratura militare italiana, ai sensi degli artt. 52 e 58 del d.lgs. 15 marzo 2010, n. 66, sono distinti dalla magistratura italiana ordinaria ma equiparati nelle funzioni.